# Conostomum magellanicum
Conostomum magellanicum là một loài rêu trong họ Bartramiaceae. Loài này được Sull. mô tả khoa học đầu tiên năm 1850.